# Taza
Una taza (del árabe tassah, y este del persa tast) o pocillo (del latín pocillum) es un recipiente con una sola asa, usado básicamente para tomar líquidos calientes. En algunos países de Hispanoamérica se denomina jarro. Puede tener diversas formas, colores y tamaños, presentarse decorada o serigrafiada. Quizá la característica común a todas ellas sea el asa que facilita su manejo. Las de menor tamaño se denominan taza de café, taza de té o con el diminutivo tacita. Las de gran tamaño pueden recibir el título inapropiado de tazón.
Para uso doméstico se fabrican en diversos materiales: cerámica, cristal, vidrio borosilicatado, plástico, e incluso hay desechables de papel, y, en menor medida, en metales como el aluminio o el acero.

## La taza como símbolo de bienestar social

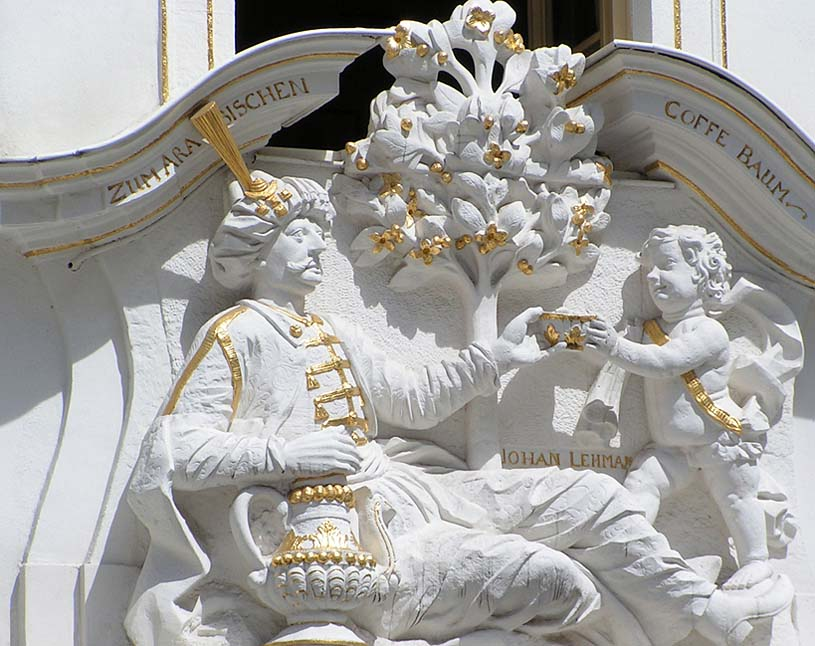
Escultura decorativa sobre la entrada de una cafetería de Leipzig. Aparece un personajes con traje turco recibiendo una taza de café de manos de un putto.

Como vajilla habitual en las reuniones sociales, la taza ha alcanzado un curioso simbolismo de objeto representativo del bienestar e incluso el lujo. La fusión de elementos culturales británicos y asiáticos, por emplear un ejemplo entre muchos, se ha reflejado desde el siglo XVIII en el uso y abuso de la taza como icono social. Y así, el té del mandarín chino entroncaba con la costumbre inglesa del té de las cinco, refinamiento social que a lo largo de los últimos siglos se ha representado en diversas expresiones de las bellas artes (cuadros, esculturas, poemas, etc.).
Rainer Maria Rilke, uno de los grandes poetas en lengua alemana, uniéndose a la atracción que a finales del siglo XIX y principios del XX se sentía por Oriente, describe una tacita de porcelana china en estos versos, publicados el año 1907 y editados en español en 1991:

Porcelana opalina,
frágil, una llana taza de China,

y llena de pequeñas mariposas claras.
 R.M. Rilke Nuevos poemas (1991) Madrid p. 210

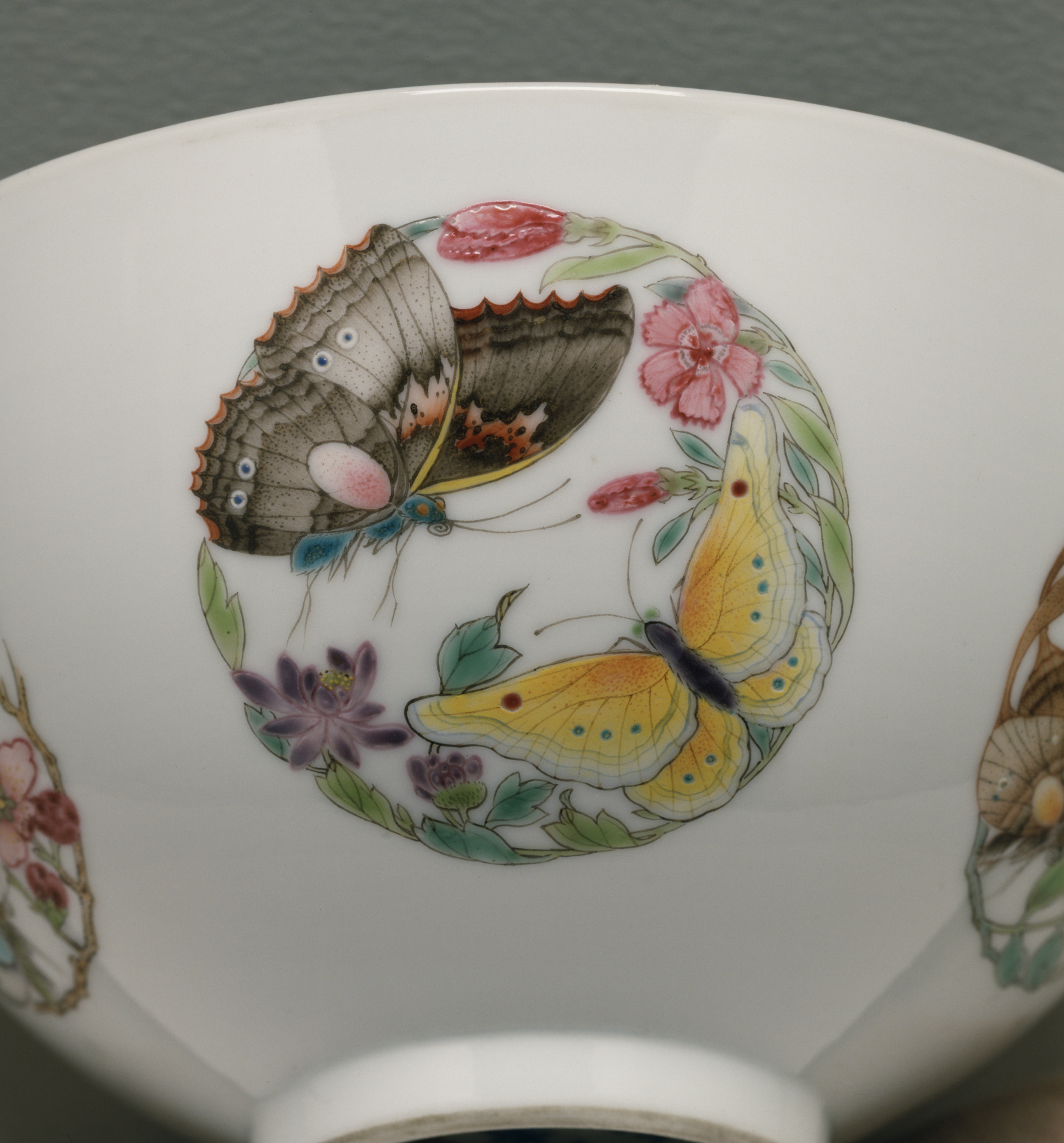
Porcelana china (detalle con mariposas) del Museo Walters.

## La taza con mariposas japonesas de Marcel Proust
Entre 1919 y 1927, Marcel Proust escribió sus memorias literarias en los siete tomos de En busca del tiempo perdido, una de las obras de culto de la intelectualidad occidental del siglo XX. Resulta significativo que uno de los pasajes más «populares» y acaso el más conocido de los miles de páginas del conjunto de la obra, sea aquel en el que el escritor, protagonista de su «novela río», tiene un intenso déjà vu mojando una magdalena en su taza de té. También es significativo que dicho pasaje esté al comienzo del primero de los siete volúmenes mencionados.
Cerrando el primer capítulo de dicho libro (Por el camino de Swann), y como desenlace al episodio de la magdalena, puede leerse esta larga frase: «Y como ese entretenimiento de los japoneses que meten en un cacharro de porcelana pedacitos de papel, que en cuanto se mojan empiezan a estirarse, a tomar forma, a colorearse y distinguirse, convirtiéndose en flores, en casas, en personajes consistentes y cognoscibles, así ahora todas las flores de nuestro jardín y las del parque del señor Swann y las ninfeas del Vivonne y las buenas gentes del pueblo y sus viviendas chiquitas y la iglesia y Combray entero y sus alrededores, todo eso, pueblo y jardines, va tomando forma y consistencia, sale de mi taza de té».

## Recipiente de supersticiones
La superstición popular ha invadido el ritual de la taza de café con todo un juego de premoniciones: si al echarle el azúcar se forma en la superficie una corona de espuma que se inclina hacia el consumidor, es señal de que recibirá dinero; sin embargo, si la corona se queda en el centro, será indicio de buen tiempo. La cafedomancia, o arte de interpretar el futuro a partir de la marca que deja en la taza el café, asegura que si al añadirle un poco de agua se forma un óvalo será señal de buena suerte; un trazo grande o pequeñas líneas: vejez feliz; una hache (H) será aviso de envenenamiento; un rectángulo, bronca familiar; una cruz, anuncio de una buena muerte; entre un largo y supersticioso etc.

## Taza y tecnología

Homeomorfismo: la «taza-donut».

- La taza termocrómica. La tecnología termocrómica puede conseguir que una taza[10] cambie su decoración cuando se vierte en ella una bebida caliente.
- La taza-rosquilla. Dos objetos son homeomorfos si uno puede convertirse, deformándose, en el otro sin cortar ni encolar. Así, en topología, una taza es homeomorfa de una rosquilla.[11]
- La taza-silbato (hubblebubble). Más que una taza con truco está pensada como juguete. Gracias a su asa hueca, por la que se puede soplar, la taza silba. Si está vacía, emitirá una única nota, como un pito, y a medida que se vaya llenando reproducirá trinos melodiosos y sugerentes gorjeos. Al menos eso promete el fabricante.[12]
- La taza de Pitágoras. Es un recipiente con un pequeño sifón escondido en una varilla colocada en el centro de la taza. La taza contiene líquido si se llena por debajo de la altura de la varilla, pero rebasado ese nivel, drena todo el líquido a través del sifón a un agujero en su base.
- Tazas-rompecabezas. Son recipientes con truco. Por ejemplo, la taza con múltiples agujeros en el borde, lo que hace imposible beber de ella de la forma normal. El truco está en cubrir los agujeros con las manos y no beber por la parte superior, sino a través de un agujero «secreto» que hay en su asa hueca.[12]

## Galería pictórica

Tazas de café, chocolate, té o adolescencia
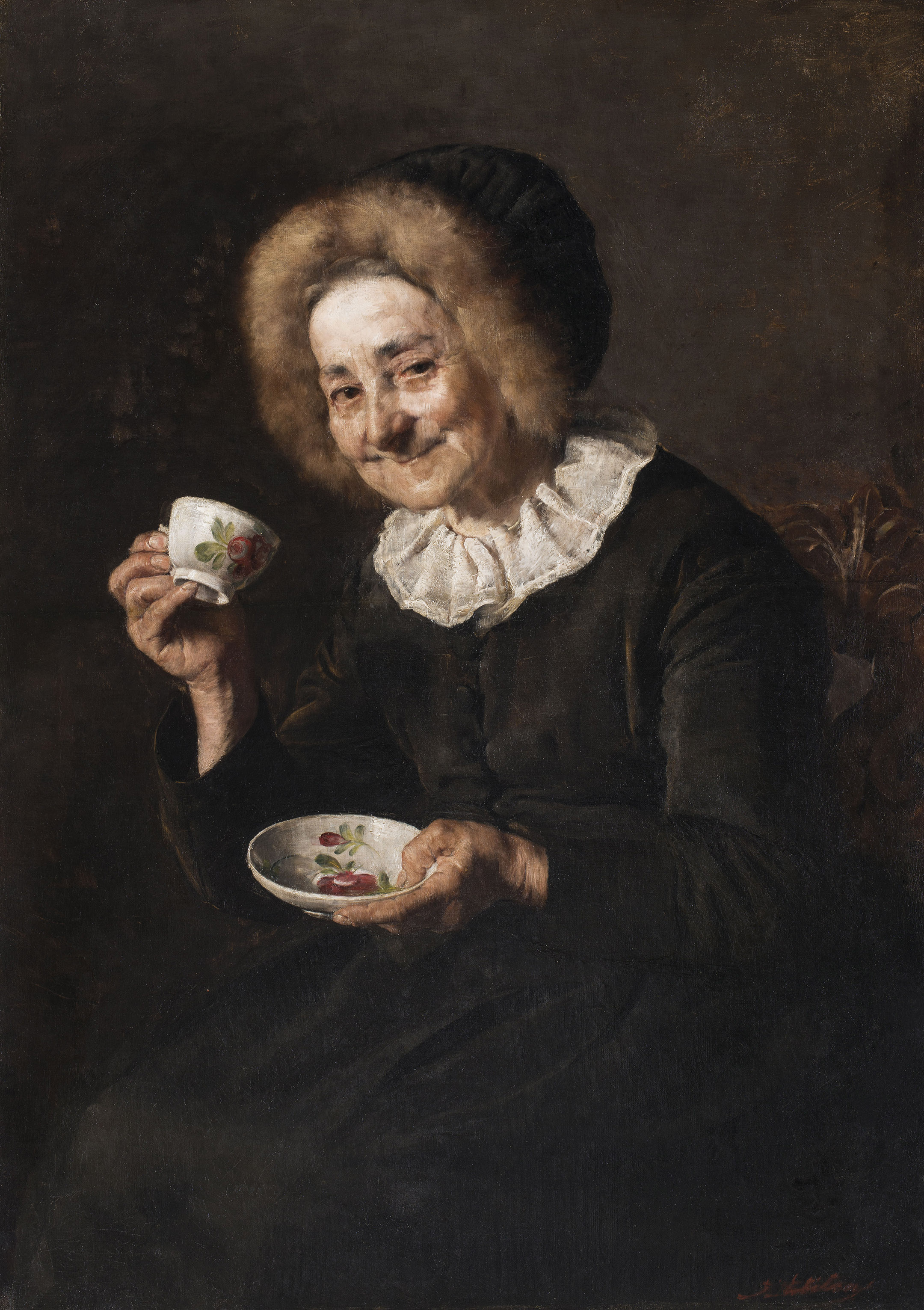
Ivana Kobilca: El cafelito (La bebedora de café) (1888).
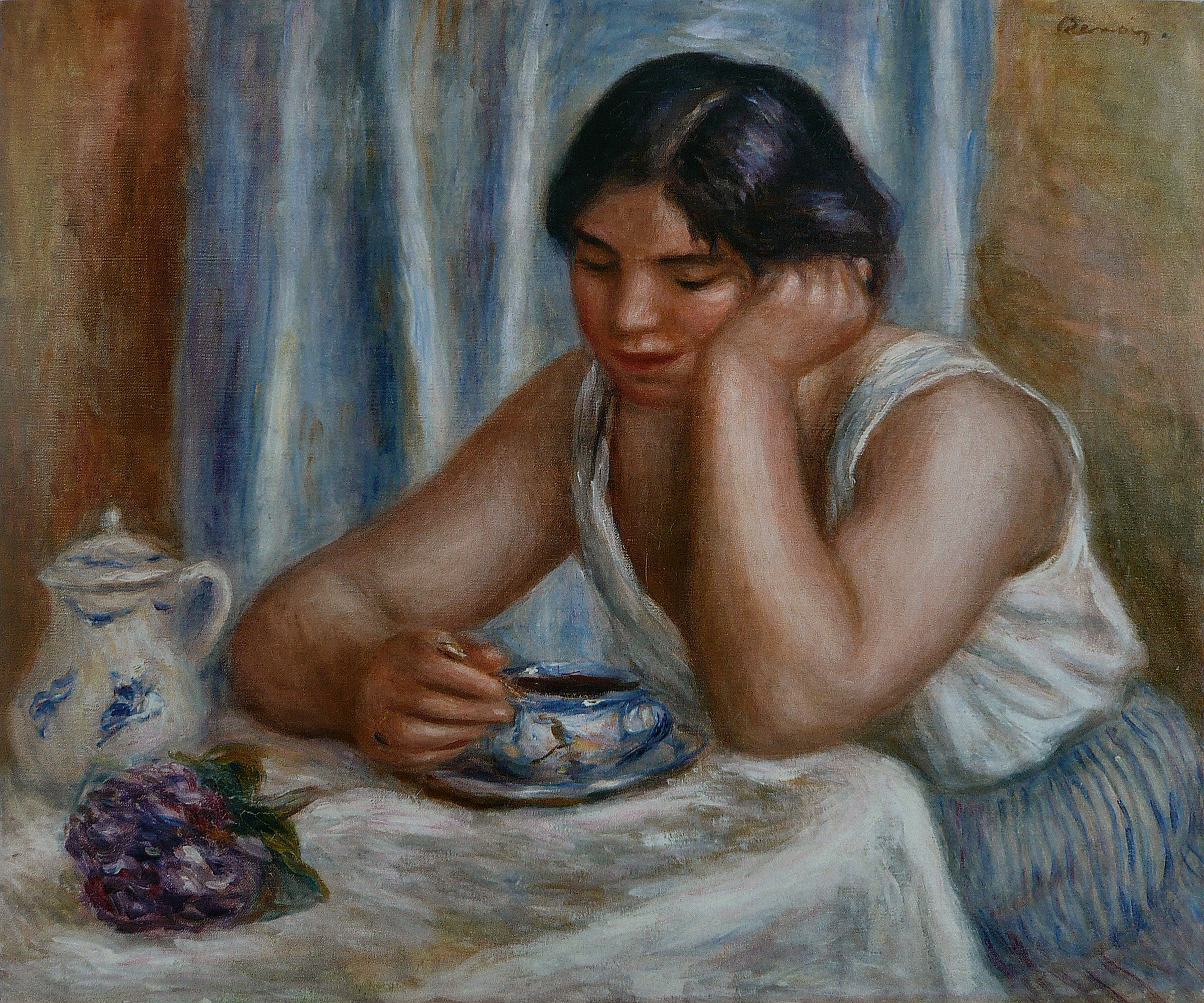
Auguste Renoir: La taza de chololate (Gabrielle Renard, en 1912). Fundación Barnes.
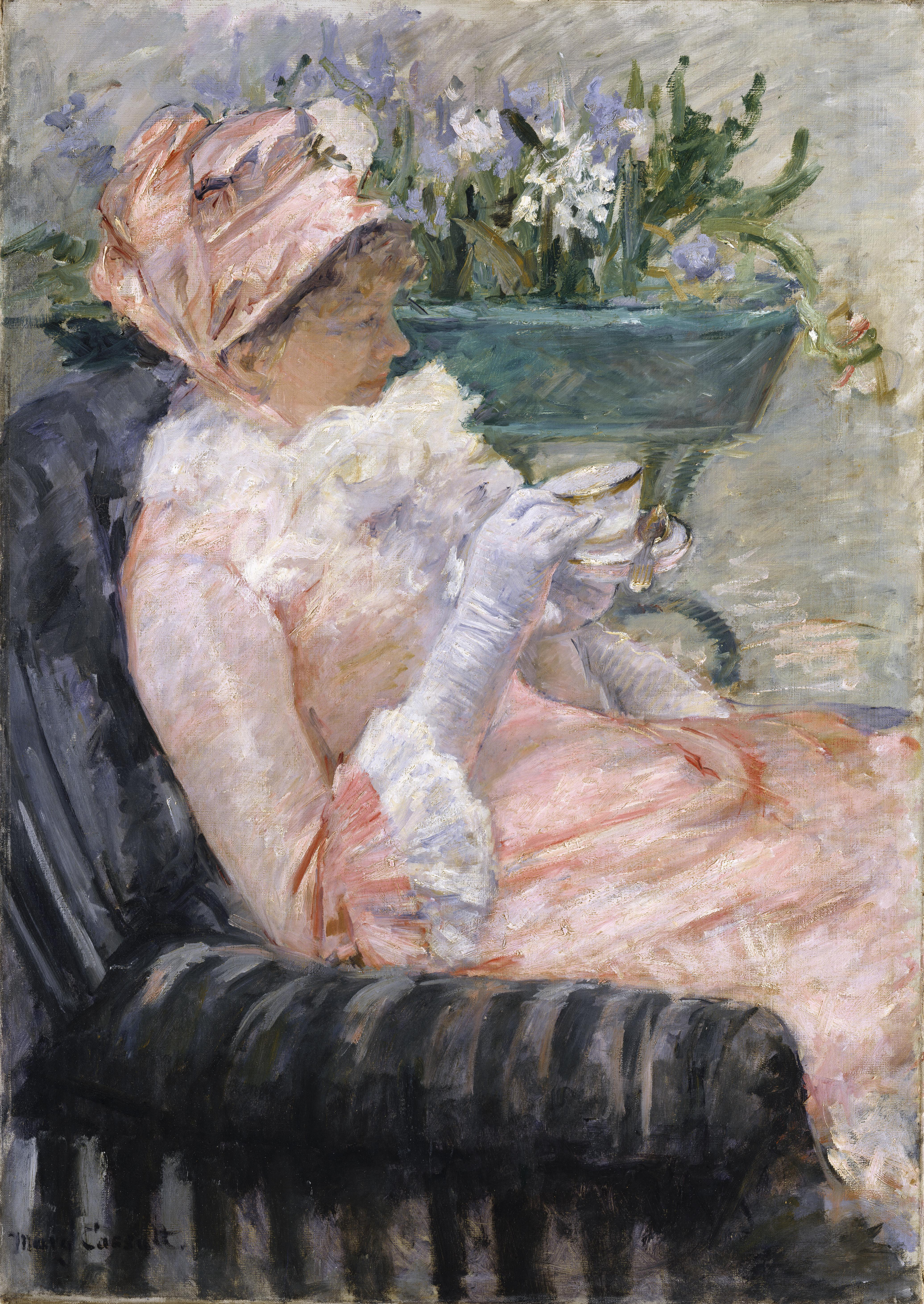
Mary Cassatt: La taza de té. Lidia Cassatt, la hermana de la pintora, en 1879.
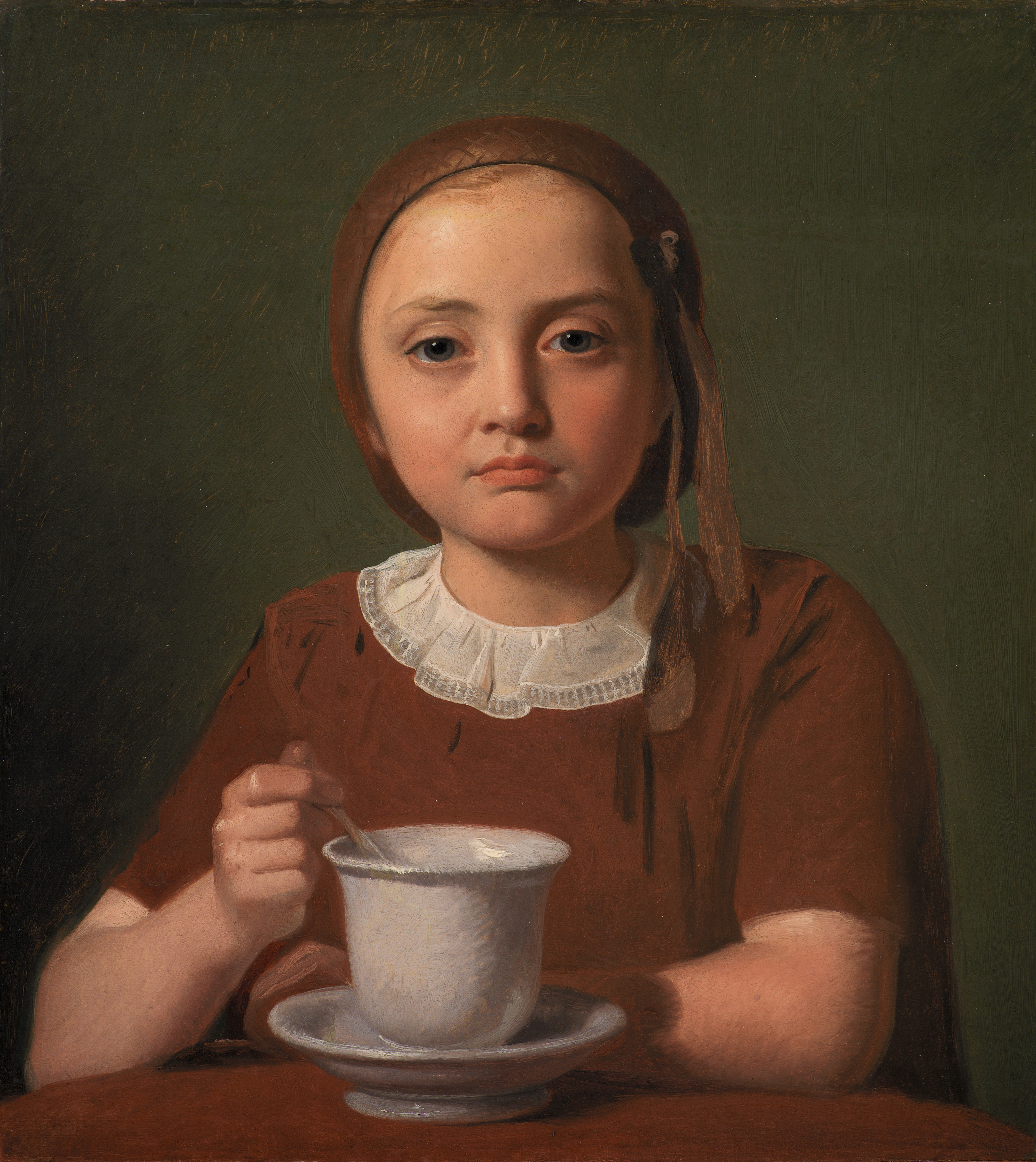
Constantin Hansen: Retrato de Elisa Købke con una taza (1850). Galería Nacional de Dinamarca.